# Ousmane Diop
Vieux Ousmane Diop (ur. 9 grudnia 1975 w Dakarze) – piłkarz senegalski grający na pozycji obrońcy.  W swojej karierze rozegrał 26 meczów w reprezentacji Senegalu i strzelił w nich 1 gola.

## Kariera klubowa
Karierę piłkarską Diop rozpoczął w klubie AS Douanes z Dakaru. W sezonie 1994/1995 zadebiutował w jego barwach w pierwszej lidze senegalskiej. Grał w nim do 1999 roku. W 1997 roku wywalczył z nim mistrzostwo Senegalu oraz zdobył Puchar Senegalu. W 1999 roku grał w ASC Port Autonome.
W 1999 roku Diop przeszedł do greckiej Skody Ksanti. W 2001 roku odszedł z niej do Aigaleo Ateny, w którym spędził sezon 2001/2002. Z kolei w sezonie 2002/2003 grał w bułgarskiej Dobrudży Dobricz. Karierę kończył w 2005 roku w zespole Dakar UC.

## Kariera reprezentacyjna
W reprezentacji Senegalu Diop zadebiutował w 1994 roku. W tym samym roku został powołany do kadry na Puchar Narodów Afryki 2000, na którym rozegrał 4 mecze: z Burkina Faso (3:1), z Egiptem (0:1), z Zambią (2:2) i ćwierćfinale z Nigerią (1:2). W kadrze narodowej od 1994 do 2001 roku rozegrał 26 meczów i strzelił 1 gola.